# 塞爾伯恩角
80°23′S 160°45′E / 80.383°S 160.750°E
塞爾伯恩角（英語：Cape Selborne）是南極洲的海岬，位於羅斯屬地，是羅斯冰架西部，是伯德冰川的末端，該海岬在1901至1904年間的探險隊所發現，現時由南極條約體系管理。